# スタジオコスモス
有限会社スタジオコスモスは、かつて存在したアニメーション制作のうち、撮影作業の請負を主な事業内容としていた日本の企業。

## 概要
実写の撮影技師を経て、ナックでアニメーション撮影を手掛けた白井久男によって設立。
アニメーション撮影のスタジオとしては、アニメフィルム、トランス・アーツに次ぐ老舗のスタジオである。スタジオジブリ作品やドラゴンボールシリーズ（但し途中まで）、新世紀エヴァンゲリオン、ポケットモンスターシリーズ、カードキャプターさくら、NARUTO -ナルト-シリーズなど、多数の作品で撮影を手がけている。アニメーションの背景を手掛けた旧スタジオコスモス（現在はコスモス・アーツ）との関係は無い。
全盛期は約20名以上のスタッフが在籍していた。撮影形態がデジタル合成に移行を始めた2000年頃には、新たにひばりケ丘へデジタル専門のスタジオも構え、一時期は「スタジオコスモス デジタルファクトリー」、「Digital Cosmos」とクレジットされていた作品もある。
2019年4月28日、創業者の白井久男が逝去。登記上の代表取締役は白井芳美に引き継がれたが、長きにわたって撮影を手掛けたポケットモンスターシリーズをはじめ、レギュラーで参加した作品を年内に全て降板し、約40余年にわたる撮影事業を終了した。
2023年8月23日、清算が結了し、登記記録が閉鎖された。

## 主な参加作品

### テレビアニメ
- 一休さん （1975年-1982年）
- 銀河鉄道999 （1978年-1981年）
- 闘士ゴーディアン （1979年-1981年）
- 科学忍者隊ガッチャマンF （1979年-1980年）
- くじらのホセフィーナ（1979年）
- ずっこけナイトドンデラマンチャ（1980年）
- Dr.スランプ アラレちゃん （1981年-1986年）
- うる星やつら （1981年-1986年）
- おはよう!スパンク （1981年-1982年）
- あさりちゃん （1982年-1983年）
- キャプテン（1983年）
- ストップ!! ひばりくん! （1983年-1984年）
- 愛してナイト （1983年-1984年）
- タオタオ絵本館 （第1期：1983年-1984年・第2期：1984年-1985年）
- 忍者戦士飛影 （1985年-1986年）
- メイプルタウン物語 （1986年-1987年）
- ドラゴンボール （1986年-1989年）
- 新メイプルタウン物語 パームタウン編 （1987年）
- げらげらブース物語 （1987年-1988年）
- ビックリマン （1987年-1989年）
- どんどんドメルとロン （1988年-1989年）
- 新ビックリマン （1989年-1991年）
- ドラゴンボールZ （1989年-1990年[注 1]）
- ジャングル大帝 （1989年-1990年）
- 三つ目がとおる （1990年-1991年）
- 楽しいムーミン一家 （1990年-1991年）
- ヤダモン （1992年-1993年）
- 無責任艦長タイラー （1993年）
- ポコニャン! （1993年-1996年）
- 剣勇伝説YAIBA （1993年-1994年）
- 超くせになりそう （1994年-1995年）
- 魔法騎士レイアース （1995年-1996年）
- あずきちゃん （1995年-1998年）
- 新世紀エヴァンゲリオン （1995年-1996年）
- 勇者ライディーン （1996年-1997年）
- はじめ人間ゴン （1996年-1997年）
- ポケットモンスターシリーズ
  - ポケットモンスター （1997年-2002年）
  - ポケットモンスター アドバンスジェネレーション （2002年-2006年）
  - ポケットモンスター ダイヤモンド&パール （2006年-2010年）
  - ポケットモンスター ベストウイッシュ （2010年-2013年）
  - ポケットモンスター XY （2013年-2015年）
  - ポケットモンスター XY&Z（2015年-2016年）
  - ポケットモンスター サン&ムーン （2016年-2019年[注 2]）
- 白鯨伝説（1997年-1999年）
- TRIGUN （1998年）
- MASTERキートン （1998年-1999年）
- デビルマンレディー （1998年-1999年）
- LEGEND OF BASARA （1998年）
- 星界の紋章 （1999年）
- カードキャプターさくら （1999年-2000年）
- 無限のリヴァイアス （1999年-2000年）
- 銀装騎攻オーディアン （2000年）
- 陽だまりの樹 （2000年）
- はじめの一歩 （2000年-2002年）
- X -エックス- （2001年-2002年）
- 超GALS!寿蘭 （2001年-2003年）
- ちょびっツ （2002年）
- NARUTO -ナルト-シリーズ
  - NARUTO -ナルト- （2002年-2007年/協力）
  - NARUTO -ナルト- 疾風伝 （2007年-2016年/協力）
- 最遊記RELOAD （2003年-2004年）
- ガングレイヴ （2003年-2004年）
- ローゼンメイデンシリーズ
  - ローゼンメイデン （2004年）
  - ローゼンメイデン トロイメント （2005年）
  - ローゼンメイデン オーベルテューレ （2006年）
- 絶対少年 （2005年）
- ARIAシリーズ
  - ARIA The ANIMATION （2005年）
  - ARIA The NATURAL （2006年）
  - ARIA The ORIGINATION （2008年）
- シュガシュガルーン （2005年-2006年）
- ひまわりっ!シリーズ
  - ひまわりっ! （2006年）
  - ひまわりっ!! （2007年）
- 姫様ご用心 （2006年）
- ちょこッとSister （2006年）
- sola （2007年）
- 一騎当千シリーズ
  - 一騎当千 Dragon Destiny （2007年）
  - 一騎当千 Great Guardians（2008年）
- BLUE DRAGON (アニメ)シリーズ
  - BLUE DRAGON （2007年-2008年/協力）
  - BLUE DRAGON 天界の七竜（2008年-2009年/協力）
- 狂乱家族日記 （2008年）
- 魔法遣いに大切なこと 〜夏のソラ〜 （2008年）
- 夜桜四重奏 〜ヨザクラカルテット〜 （2008年）
- クイーンズブレードシリーズ
  - クイーンズブレイド 流浪の戦士 （2009年）
  - クイーンズブレイド 玉座を継ぐ者 （2009年）
  - クイーンズブレイド リベリオン （2012年/協力）
- よくわかる現代魔法 （2009年）
- けんぷファー （2009年）
- 花咲ける青少年 （2009年-2010年/協力）
- 俺たちに翼はない （2011年）
- ちびデビ! （2011年-2014年）
- キングダムシリーズ
  - キングダム （2012年-2013年）
  - キングダム　第2シリーズ （2013年-2014年）
- 団地ともお （2013年-2015年）
- 鬼斬（2016年）
- 双星の陰陽師（2016年-2017年/協力）
- 6HP / シックスハートプリンセス （TVSP/2016年）
- sin 七つの大罪 （2017年/協力）
- DYNAMIC CHORD（2017年）
- ブラッククローバー（2017年-2019年[注 3]/協力）

### 劇場アニメ
- わが青春のアルカディア （1982年）
- Dr.スランプシリーズ
  - Dr.SLUMP “ほよよ!”宇宙大冒険 （1982年）
  - Dr.スランプ アラレちゃん ほよよ世界一周大レース （1983年）
  - Dr.スランプ アラレちゃん ほよよ!ナナバ城の秘宝 （1984年）
- The・かぼちゃワイン ニタの愛情物語 （1984年）
- オーディーン 光子帆船スターライト（1985年）
- キン肉マン 正義超人vs古代超人 （1985年）
- ゲゲゲの鬼太郎 最強妖怪軍団!日本上陸!! （1986年）
- ドラゴンボールシリーズ
  - ドラゴンボール 神龍の伝説 （1986年）
  - ドラゴンボール 魔神城のねむり姫 （1987年）
  - ドラゴンボール 摩訶不思議大冒険 （1988年）
- スタジオジブリシリーズ
  - となりのトトロ （1988年）
  - おもひでぽろぽろ （1991年）
- ビックリマン第一次聖魔大戦 （1988年）
- ドラゴンボールZシリーズ
  - ドラゴンボールZ （1989年）
  - ドラゴンボールZ この世で一番強いヤツ （1990年）
  - ドラゴンボールZ 地球まるごと超決戦 （1990年）
- らんま1/2 中国寝崑崙大決戦!掟やぶりの決闘篇!! （1991年）
- ルパン三世 くたばれ!ノストラダムス （1995年/協力）
- GHOST IN THE SHELL / 攻殻機動隊 （1995年）
- 新世紀エヴァンゲリオン劇場版 シト新生 （1997年）
- 新世紀エヴァンゲリオン劇場版 Air/まごころを、君に （1997年）
- 劇場版名探偵コナンシリーズ
  - 名探偵コナン 時計じかけの摩天楼 （1997年/協力）
  - 名探偵コナン ベイカー街の亡霊 （2002年/協力）
  - 名探偵コナン 迷宮の十字路 （2003年/協力）
- 劇場版ポケットモンスターシリーズ
  - ミュウツーの逆襲 （1998年）
  - 幻のポケモン ルギア爆誕 （1999年）
  - 結晶塔の帝王 ENTEI （2000年）
  - セレビィ 時を超えた遭遇 （2001年）
  - 水の都の護神 ラティアスとラティオス （2002年）
- 劇場版ポケットモンスター同時上映作品シリーズ
  - ピカチュウのなつやすみ （1998年）
  - ピカチュウたんけんたい （1999年）
  - ピチューとピカチュウ （2000年）
  - ピカチュウのドキドキかくれんぼ （2001年）
  - ピカピカ星空キャンプ （2002年）
  - メロエッタのキラキラリサイタル （2012年）
  - ピカチュウとイーブイ☆フレンズ （2013年）
- パーフェクトブルー （1998年）
- 人狼 JIN-ROH （2000年）
- ああっ女神さまっ （2000年）
- 映画 犬夜叉 時代を越える想い （2001年）
- メトロポリス （2001年）
- WXIII 機動警察パトレイバー （2001年）
- 千年女優 （2002年）
- 茄子 アンダルシアの夏 （2003年）
- 劇場版ポケットモンスター アドバンスジェネレーションシリーズ
  - 七夜の願い星 ジラーチ （2003年）
  - 裂空の訪問者 デオキシス （2004年/協力）
  - ミュウと波導の勇者 ルカリオ （2005年/協力）
  - ポケモンレンジャーと蒼海の王子 マナフィ （2006年/協力）
- 銀色の髪のアギト （2006年/協力）
- 劇場版ポケットモンスター ダイヤモンド&パールシリーズ
  - ディアルガVSパルキアVSダークライ （2007年/協力）
  - ギラティナと氷空の花束 シェイミ （2008年/協力）
  - アルセウス 超克の時空へ （2009年/協力）
  - 幻影の覇者 ゾロアーク （2010年/協力）
- 劇場版NARUTO -ナルト- 疾風伝シリーズ
  - 劇場版 NARUTO -ナルト- 疾風伝 絆 （2008年/協力）
  - 劇場版NARUTO -ナルト- 疾風伝 ザ・ロストタワー （2010年/協力）
  - ROAD TO NINJA　-NARUTO THE MOVIE- （2012年/協力）
  - THE LAST -NARUTO THE MOVIE- （2012年/協力）
- 鬼神伝 （2011年/協力）
- 劇場版イナズマイレブンGOシリーズ
  - 劇場版イナズマイレブンGO 究極の絆 グリフォン （2011年/協力）
  - 劇場版イナズマイレブンGO vs ダンボール戦機W （2012年/協力）
- 劇場版ポケットモンスター ベストウイッシュシリーズ
  - 劇場版ポケットモンスター ベストウイッシュ ビクティニと黒き英雄 ゼクロム・白き英雄 レシラム （2011年/協力）
- 劇場版ポケットモンスター XYシリーズ
  - ポケモン・ザ・ムービー XY 破壊の繭とディアンシー （2014年/協力）
  - ポケモン・ザ・ムービーXY 光輪の超魔神 フーパ （2015年/協力）
- BORUTO -NARUTO THE MOVIE- （2012年/協力）
- 劇場版ポケットモンスター XY&Zシリーズ
  - ポケモン・ザ・ムービーXY&Z ボルケニオンと機巧のマギアナ （2016年/協力）

### OVA
- スローステップ （1991年）
- うしおととら （1992年-1993年）
- 幽幻怪社 （1994年）
- ソニック・ザ・ヘッジホッグ (OVA) (1996年)
- ぶっとび!!CPU （1997年）
- クイーン・エメラルダス （1998年）
- ONE 〜輝く季節へ〜 （2001年-2002年）
- I"sシリーズ
  - フロム I"s アイズ ～もうひとつの夏の物語～（2002年-2003年）
  - I"s Pure（2005年-2006年）
- 炎の蜃気楼〜みなぎわの反逆者〜 （2004年）
- 撲殺天使ドクロちゃんシリーズ
  - 撲殺天使ドクロちゃん（2005年/協力）
  - 撲殺天使ドクロちゃん2（2007年）
- ARIA The OVA 〜ARIETTA〜 （2007年）
- 最遊記RELOAD -burial- （2007年）
- KITE LIBERATOR （2008年）
- 快盗天使ツインエンジェル （2008年）
- 絶対衝激 〜PLATONIC HEART〜 （2008年-2009年）
- クイーンズブレード　美しき闘士たち （2010年-2011年）
- T.P.さくら 〜タイムパラディンさくら〜 時空樹防衛戦 （2011年）
- VitaminX Addiction （2011年）
- 百花繚乱 サムライアフター（2015年）
- ARIA The AVVENIRE（2015年）

### Webアニメ
- 一輪者 （2010年）
- 頭文字D  シリーズ
  - 頭文字D Fifth Stage （2012年-2013年）
  - 頭文字D Final Stage （2014年）